# Onthophagus leomontanus
Onthophagus leomontanus là một loài bọ cánh cứng trong họ Bọ hung (Scarabaeidae).